# SATEX I
SATEX I sollte der erste rein mexikanisch entwickelte Satellit werden. Er wurde unter Leitung von Enrique Pacheco vom CICESE in Zusammenarbeit mit dem Instituto Politécnico Nacional und der UNAM im Jahre 2002 entwickelt.
Für den als Mikrosatellit (ca. 50 kg) konzipierten SATEX sollte unter anderem neuartige Laser-Telemetrie entwickelt werden, die SATEX Optical Payload (SOP). Sie sollte zum Datenaustausch mit Bodenstationen mit Up- bzw. Downlinks für Wellenlängen von 530 und 830 nm dienen. Zur Optimierung von Signalabschwächung und BER sollte neuartige Software verwendet werden. Auch die weiteren Systeme des Satelliten sollten miniaturisiert werden.

## Geschichte
Die Geschichte des SATEX-Programms begann 1993 mit dem Kauf zweier Satelliten von Hughes Communications im Rahmen eines Technologietransfers durch das ehemalige Instituto Mexicano de Comunicaciones (IMC - Mexikanisches Institut für Kommunikation) und der Zusammenarbeit mit Arianespace für das Einbringen der Satelliten in die Umlaufbahn. Mit diesem Kauf waren Fortbildungen für mexikanische Wissenschafter in Frankreich und den USA verbunden.
Nach einigen institutionellen Schwierigkeiten wurde das Programm erst ab 1999 wieder intensiv betrieben, aber 2002 beendet. Die früheren mexikanischen Satelliten Typen Morelos 1 und 2 (ca. 1985–95) und Solidaridad 1 und 2 (ab 1993) sind hingegen kommerzielle Kommunikationssatelliten und in Kooperation mit ausländischen Organisationen entstanden.